# Vittorio Marniga
Vittorio Marniga (Edolo, 10 novembre 1945) è un politico italiano.

## Biografia
Impegnato in politica con il Partito Socialista Italiano, è stato Consigliere Provinciale di Brescia dal 1980 al 1995, ricoprendo anche il ruolo di Presidente della Provincia di Brescia dal 1985 al 1990. In tale anno diventa sindaco di Edolo, restando in carica fino al 1995. 
Nel 1987 viene candidato ed eletto al Senato con il PSI nel collegio di Breno; conferma il proprio seggio a Palazzo Madama anche dopo le elezioni del 1992.
Alle elezioni politiche del 1994 si candida al Senato nel collegio di Lumezzane con la lista Democratici Popolari, ottenendo il 5,8% dei voti, senza essere eletto.
Nel 2009 diventa nuovamente sindaco di Edolo con una lista civica di centrosinistra, restando in carica fino al 2014.